# Distretto di Pusi
Il distretto di Pusi è uno degli otto distretti della provincia di Huancané, in Perù. Si trova nella regione di Puno e si estende su una superficie di 148,42 chilometri quadrati.

Ha per capitale la città di Pusi; nel censimento 2005 si contava una popolazione di 7.132 unità.